# 제46회 미국 작가 조합상
제46회 미국 작가 조합상은 1993년 뛰어난 활동을 보인 영화 작가를 기리기 위해 1994년 3월에 열린 시상식이다. [서부]LA, 비벌리 힐튼 호텔/[동부]뉴욕, 터번온더그린에서 개최되었다.

## 수상 및 후보

### 각본상
- 피아노 - 제인 캠피온 수상

### 각색상
- 쉰들러 리스트 - 스티븐 자일리언 수상

### 월계수상
- Ruth Prawer Jhabvala 수상

### 발렌타인 데이비스 상
- 필 알덴 로빈슨 수상

### 모건 콕스 상
- Richard Powell 수상

### 에드몬드 J. 노스 상
- John Furia 수상

### 파울 셀빈 명예상
- 게리 로스 수상